# الحلاليف 2 (بئر النصر)
الحلاليف 2 هي إحدى مشيخات المملكة المغربية، تتبع جغرافيا لإقليم بنسليمان وإداريًا لبئر النصر. يقدر عدد سكانها بـ 1817 نسمة حسب الإحصاء الرسمي للسكان والسكنى لسنة 2004.